# Tawhid
El tawhid (àrab: توحيد, tawḥīd, literalment ‘unitat [de Déu]’, ‘unicitat [de Déu]’) és un concepte central de l'islam que defineix el monoteisme estricte d'aquesta religió. Aquest concepte sosté que Déu és Un (Wàhid, la idea d'unitat) i Únic (Àhad, la idea d'unicitat). Per als musulmans, la totalitat de l'ensenyament del profeta Muhàmmad es basa en aquest principi. El tawhid constitueix l'article de fe més important de l'islam: la primera part de la xahada (el primer pilar de l'islam) és una declaració de la creença en la unicitat de Déu.
L'Alcorà afirma l'existència d'una veritat única i absoluta que transcendeix el món: un ésser únic i indivisible, que és independent de tota la creació. La indivisibilitat de Déu implica la indivisibilitat de la seva sobirania, la qual cosa, al seu torn, condueix a la noció d'un univers just, moral i coherent. De la mateixa manera, l'Alcorà rebutja la dualitat de Déu argumentant que tant el bé com el mal són un acte creatiu Seu i afirmant que les forces del mal no tenen poder per crear. Donar atributs divins a una entitat creada és l'únic pecat imperdonable mencionat en l'Alcorà.
Els erudits islàmics han interpretat diferentment aquest concepte al llarg de la història. Així, la història intel·lectual islàmica pot entendre's com un desenvolupament gradual de com les successives generacions de creients han entès el significat i les conseqüències de professar la Unitat de Déu: la teologia islàmica, la jurisprudència, la filosofia, el sufisme i, en certa manera, la comprensió islàmica de les ciències naturals, han tractat d'explicar a diferents nivells el principi del tawhid.